# Lancer du marteau masculin aux championnats du monde d'athlétisme 2005
Navigation
Paris 2003 Osaka 2007
L'épreuve du lancer du marteau masculin des championnats du monde d'athlétisme 2005 s'est déroulée les 6 et 8 août 2005 dans le Stade olympique d'Helsinki, en Finlande. Elle est remportée par le Biélorusse Vadim Devyatovskiy après disqualification pour dopage en 2014 de son compatriote Ivan Tsikhan.

## Résultats

### Finale
| Rang               | Athlète                | Pays        | Essais | Essais | Essais | Essais | Essais | Essais | Marque  | Notes |
| Rang               | Athlète                | Pays        | 1      | 2      | 3      | 4      | 5      | 6      | Marque  | Notes |
| ------------------ | ---------------------- | ----------- | ------ | ------ | ------ | ------ | ------ | ------ | ------- | ----- |
| Médaille d'or      | Vadim Devyatovskiy     | Biélorussie | 78.11  | 80.45  | 82.60  | X      | 80.47  | 82.19  | 82.60 m |       |
| Médaille d'argent  | Szymon Ziółkowski      | Pologne     | 78.27  | 76.44  | 79.35  | 77.35  | 78.39  | X      | 79.35 m | SB    |
| Médaille de bronze | Markus Esser           | Allemagne   | 78.57  | 79.11  | 76.88  | 79.16  | 77.11  | X      | 79.16 m |       |
| 4                  | Olli-Pekka Karjalainen | Finlande    | 77.05  | X      | 78.55  | 77.20  | X      | 78.77  | 78.77 m |       |
| 5                  | Ilya Konovalov         | Russie      | 78.59  | 76.21  | 76.60  | 78.08  | 78.44  | 75.36  | 78.59 m |       |
| 6                  | Krisztián Pars         | Hongrie     | 76.21  | X      | 77.26  | 78.03  | 76.85  | X      | 78.03 m |       |
| 7                  | Vadim Khersontsev      | Russie      | 76.16  | 77.59  | 73.63  | 76.81  | X      | 72.24  | 77.59 m |       |
| 8                  | Libor Charfreitag      | Slovaquie   | 76.05  | 75.02  | X      |        |        |        | 76.05 m |       |
| 9                  | Andriy Skvaruk         | Ukraine     | 74.81  | 72.69  | 76.01  |        |        |        | 76.01 m |       |
| 10                 | Holger Klose           | Allemagne   | 74.41  | X      | 74.80  |        |        |        | 74.80 m |       |
| 1                  | Ivan Tsikhan           | Biélorussie | X      | X      | 80.97  | 83.89  | X      | 81.52  | 83.89 m | CR DQ |
| 11                 | Vladyslav Piskunov     | Ukraine     | 74.78  | 73.44  | 74.32  |        |        |        | 74.78 m | DQ    |

## Légende
Records et Performances
- AR : Record continental (area record)
- CR : Record des championnats (championship record)
- MR : Record du meeting (meet record)
- NR : Record national (national record)
- OR : Record olympique (olympic record)
- PR : Record paralympique (paralympic record)
- PB : Record personnel (personal best)
- SB : Meilleure performance personnelle de la saison (season's best)
- WL : Meilleure performance mondiale de l'année (world leader)
- WJR : Record du monde junior (world junior record)
- WR : Record du monde (world record)

Circonstances et Conditions
- DNF : N'a pas terminé (did not finish)
- DNS : N'a pas pris le départ (did not start)
- DQ : Disqualification (disqualification)
- NM : Aucun essai valable enregistré (No Mark)
- Q : Qualifié « directement » au prochain tour (ou à la prochaine compétition), lors d'une compétition majeure, grâce au classement ou à la réalisation des minima (automatic qualifier)
- q : Qualifié au prochain tour (ou à la prochaine compétition), lors d'une compétition majeure, grâce au repêchage ou à la réalisation de l'une des meilleures performances parmi celles des « non qualifiés directement » (grâce au meilleur temps ou à la meilleure distance par exemple) (secondary qualifier)